# Marcel Hug

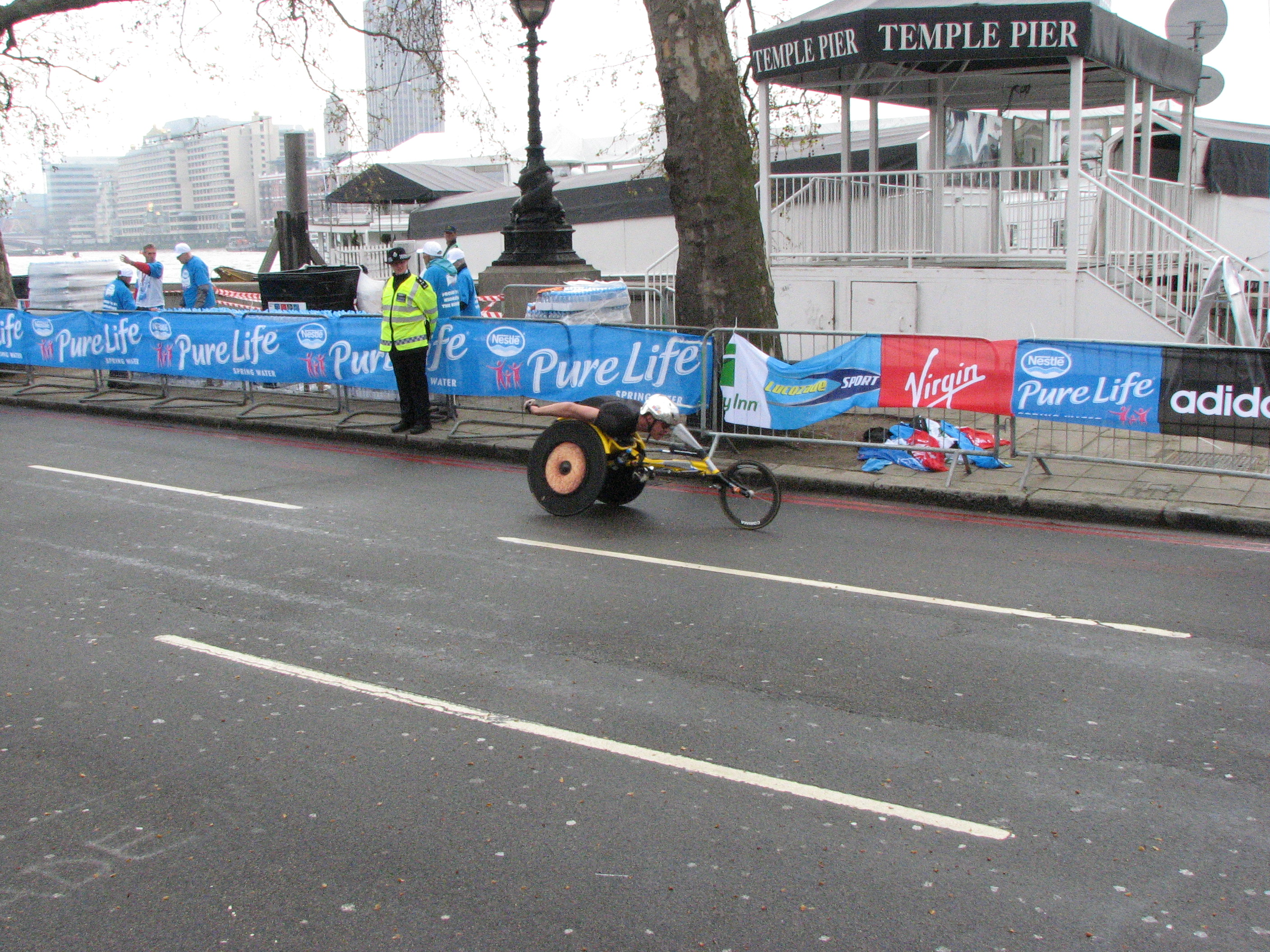
Marcel Hug beim London-Marathon 2010

Marcel Eric Hug (* 16. Januar 1986 in Pfyn) ist ein Schweizer Rollstuhlsportler. Er ist aktiv in der Startklasse T54 über die Mittel-/ und Langstrecke.

## Karriere
Hug wurde mit Spina bifida (offener Rücken) geboren. Mit zehn Jahren startete er zum ersten Mal mit dem Rennrollstuhl bei einem Juniorenrennen, dem Schülerrennen Schenkon-Marathon, und 1998 siegte er beim gleichen Rennen in seiner Altersklasse. Auch in den nachfolgenden Jahren konnte er zahlreiche Erfolge verbuchen. Von 2001 bis 2004 gehörte er dem Leichtathletik-Kader des RSS an, seit 2005 dem Schweizer Nationalkader.
Hug, der die Sportschule Thurgau (inzwischen: Nationale Elitesportschule Thurgau) besuchte, absolvierte anschliessend die Sportler-KV-Ausbildung an den Frei’s Schulen in Luzern. Er wohnt in Nottwil.
Sommer-Paralympics 2004
Er errang bei den Sommer-Paralympics in Athen 2004 die Bronzemedaillen über 800 und über 1500 Meter.
Sommer-Paralympics 2008
2008 nahm er an den Sommer-Paralympics in Peking teil.

Im Januar 2010 begann Hug seine Profikarriere. Ende Juni 2010 stellte er bei den Schweizer Meisterschaften in Arbon vier neue Weltrekorde über 800, 1500, 5000 und 10'000 Meter auf. Seit Beginn seiner Laufbahn trainiert Hug mit Paul Odermatt (Dipl. Trainer Spitzensport Swiss Olympic). Sein Spitzname ist «Silver Bullet».
Sommer-Paralympics 2012
Bei den Sommer-Paralympics 2012 in London gewann er die Silbermedaillen über 800 Meter und im Marathon. Sein Grundsatz lautet:

«Ich möchte als Sportler und Mensch respektiert und nicht als Behinderter bewundert werden … Ich sehe mich nicht als Botschafter für Behinderte.»

Sommer-Paralympics 2016
An den Paralympics 2016 in Rio de Janeiro gewann er über 800 Meter und im Marathon Gold. Ausserdem holte er in Rio Silber über 1500 und 5000 Meter.

Im Jahr 2016 gewann Hug die Städtemarathons in Boston, London, Berlin, Chicago und New York (zum zweiten Mal nach 2013) und gewann damit die Marathon Major Series.
Marcel Hug wurde von der der Laureus Stiftung 2017 nominiert für den Behindertensportler des Jahres (World Sportsperson of the Year with a Disability), und am 27. Februar 2018 wurde ihm diese Auszeichnung in Monte Carlo zugesprochen.
Sommer-Paralympics 2020
An Sommer-Paralympics 2020 in Tokio gewann er gleich vier Goldmedaillen: über 800, 1500 und 5000 Meter sowie im Marathon.

### Ehrungen
- 2004: Schweizer Sportler des Jahres, Newcomer des Jahres
- 2011, 2013–2017, 2021–2023: neunmal Schweizer Sportler des Jahres, paralympischer Sportler des Jahres
- 2018: Laureus Stiftung, Behindertensportler des Jahres

## Sportliche Erfolge

### Sommer-Paralympics
| Datum         | Ort            | Disziplin | Platz |
| ------------- | -------------- | --------- | ----- |
| 5. Sep. 2020  | Tokio          | Marathon  | 1.    |
| 2. Sep. 2020  | Tokio          | 800 m     | 1.    |
| 31. Aug. 2020 | Tokio          | 1500 m    | 1.    |
| 28. Aug. 2020 | Tokio          | 5000 m    | 1.    |
| 18. Sep. 2016 | Rio de Janeiro | Marathon  | 1.    |
| 15. Sep. 2016 | Rio de Janeiro | 800 m     | 1.    |
| 13. Sep. 2016 | Rio de Janeiro | 1500 m    | 2.    |
| 11. Sep. 2016 | Rio de Janeiro | 5000 m    | 2.    |
| 6. Sep. 2012  | London         | Marathon  | 2.    |
| 6. Sep. 2012  | London         | 800 m     | 2.    |
| 2004          | Athen          | 800 m     | 3.    |
| 2004          | Athen          | 1500 m    | 3.    |